# Khasham
Khasham (tiếng Ả Rập: خشام) là một thị trấn của Syria nằm ở quận Deir ez-Zor, Deir ez-Zor. Theo Cục Thống kê Trung ương Syria (CBS), Khasham có dân số 7.021 người trong cuộc điều tra dân số năm 2004.